# 3:e divisionen (Tyskland)
3:e divisionen (tyska: 3. Division) var en tysk division som existerade mellan 1818 och 1919.

## Organisation vid första världskrigets utbrott
Förläggningsort inom parentes.
- 5:e Infanteribrigaden (Stettin)
  - 2:a Grenadjärregementet (1:a Pommerska) "Kung Fredrik Vilhelm IV" (Stettin)
  - 9:e Kolbergska Grenadjärregementet (2:a Pommerska) "Greve Gneisenau" (Stargard in Pommern)
  - 54:e Infanteriregementet (7:e Pommerska) "von der Goltz" (Kolberg och Köslin

- 6:e Infanteribrigaden (Stettin)
  - 34:e Fysiljärregementet (Pommerska) "Drottning Viktoria av Sverige" (Stettin och Swinemünde)
  - 42:a Infanteriregementet (5:e Pommerska) "Prins Moritz av Anhalt-Dessau" (Stralsund och Greifswald)

- 3:e Kavalleribrigaden (Stettin)
  - 2:a Kyrassiärregementet (Pommerska) "Drottning" (Pasewalk)
  - 9:e Ulanregementet (2:a Pommerska) (Demmin)

- 3:e Fältartilleribrigaden (Stettin)
  - 2:a Fältartilleriregementet (1:a Pommerska) (?)
  - 38:e Fältartilleriregementet (Vorpommerska) (?)

## Befälhavare
| Grad            | Name                     | Tidsperiod                       |
| --------------- | ------------------------ | -------------------------------- |
| Generallöjtnant | Rudolf August von Janson | 18 juli 1895 - 10 augusti 1899   |
| Generalmajor    | Georg von der Marwitz    | 2 - 19 mars 1911 (tillförordnad) |
| Generallöjtnant | Georg von der Marwitz    | 20 mars 1911 - 11 november 1912  |
| Generalmajor    | Paul Grünert             | 7 juli - 5 september 1916        |